# Hyacinthe Cartuyvels (1805-1890)
Ne doit pas être confondu avec Hyacinthe Cartuyvels (1849-1897).
Pour les articles homonymes, voir Cartuyvels.
Hyacinthe Cartuyvels, né le 22 septembre 1805 à Ligney et mort le 18 janvier 1890 à Liège, est un magistrat et homme politique belge, membre du Congrès national.

## Biographie
Né d'une vieille famille hesbignonne, fraîchement avocat au barreau de Liège, Hyacinthe Cartuyvels fut le plus jeune des Liégeois au Congrès national, suppléant du baron Michel de Sélys. Appelé à siéger au Congrès en juin 1831, il participa aux derniers travaux de cette assemblée. Par la suite, il écarta de jouer quelque rôle politique et se dirigea vers la magistrature pour les 60 années qui suivirent, d'abord à Verviers, puis à Huy et en 1834, il devint juge d'instruction au tribunal de première instance à Liège. En 1861, il devint conseiller à la Cour, ensuite Président de Chambre.
II cofonda à Liège, la première Conférence de Saint-Vincent-de-Paul.

## Généalogie
- Il est le fils de Philippe Cartuyvels (1771-1852) et Barbe Putzeys.
- Il est le frère d'Eugène Cartuyvels, père de Hyacinthe Cartuyvels (1849-1897).
- Il épousa Caroline Lochtmans (1812-1861).
- Il est le père de Mgr Charles Cartuyvels

## Sources
- H. Moreau, Hyacinthe Cartuyvels, dans Les Gens de robe liégeois et la révolution belge, Liège, G. Thone, 1930, p. 309-310
- Joseph Demarteau, Liégeois d’il y a cent ans, Luik, 1951.